# Thomas Barbour
Pour les articles homonymes, voir Barbour.
Thomas Barbour est un zoologiste américain, né le 19 août 1884 Martha's Vineyard dans le Massachusetts et mort le 8 janvier 1946 à Boston.

## Biographie
Son père, dirigeant plusieurs sociétés, était un homme fortuné. C’est durant un séjour de convalescence en Floride et aux Bahamas, où il se remettait d’une fièvre typhoïde, que le jeune Barbour se prend d’intérêt pour les reptiles et les tropiques. Sa famille s’installe à New York et il commence une collection faite des dépouilles qu’il peut récupérer au zoo de la ville. Il fait ses études à l'université Harvard et offre sa collection au Museum of Comparative Zoology, dépendant de la même université, et obtient en échange un poste d’assistant-conservateur. Il obtient son Master of Arts en 1908 et son doctorat de zoologie en 1911. Il prend alors la charge de conservateur de la collection de reptiles et d’amphibiens du Muséum où il remplace Samuel Walton Garman (1843-1927), ce dernier se consacrant aux poissons.
Sous son action, le nombre de spécimens du muséum triple, soit par des campagnes de prospections, soit des échanges avec d’autres institutions à travers le monde. Il fait paraître en 1914 A Contribution to the Zoögeography of the West Indies, with Especial Reference to Amphibians and Reptiles dans les Memoirs of the Museum of Comparative Zoology à Harvard. En 1917, il réalise, avec Leonhard Hess Stejneger (1851-1943), la liste des espèces de reptiles et d'amphibiens d'Amérique du Nord.
En 1922, il commence à enseigner la zoologie à l'université. La crise économique qui sévit après la Première Guerre mondiale lui fait manquer de moyens pour assurer une bonne conservation des spécimens qu’il reçoit. Il reçoit alors l’assistance d’Arthur Loveridge (1891-1980). Soulagé de sa charge de travail, il commence à s’intéresse à une île, île Barro Colorado, qui a été constituée lors des travaux du canal de Panama. Considérant l’intérêt scientifique de ce site, il l’achète à des producteurs de bananes et installe le premier laboratoire. Il en convie la direction à l’entomologiste James Zetek (1886-1959). Aujourd’hui, ce centre est connu comme le Smithsonian Tropical Research Institute.
En 1925, il devient conservateur du département d'herpétologie du Muséum, puis en 1927, directeur de cette institution, où il succède à Samuel Henshaw (1852-1941), fonction qu'il conserve jusqu'en 1946. En 1933, il est élu à la National Academy of Sciences. À partir de 1925, Barbour commence à s’intéresser à la production d’anti-venin de serpent qui n’existait pas alors aux États-Unis. En 1926, il fonde l’Antivenin Institute of America qui verra appel à divers spécialistes comme Afrânio Pompílio Gastos do Amaral (1894-1982) ou Raymond Lee Ditmars (1876-1942). L’institut se dote d’un vivarium au Honduras et d’un laboratoire en Pennsylvanie.
Barbour finance largement ses initiatives comme l’enrichissement des collections du Muséum, il contribue également au financement du journal scientifique Copeia longtemps déficitaire. Il contribue à l’essor de la carrière de nombreux spécialistes comme Archie Carr (1909-1987), Paulus Edward Pieris Deraniyagala (1900-1973), Emmett Reid Dunn (1894-1956) ou Gladwyn Kingsley Noble (1894-1940).
Il fait paraître deux livres autobiographiques : en 1943, Naturalists at Large et en 1945, A Naturalist in Cuba. Il écrit près de 400 articles scientifiques, principalement sur la taxinomie des reptiles et des amphibiens, ainsi que sur les oiseaux.

## Hommages
Le genre d'amphibiens Barbourula est nommé en son honneur, de même que de nombreux reptiles :
- Amphisbaena barbouri
- Anolis barbouri
- Aristelliger barbouri
- Atheris barbouri
- Bachia barbouri
- Celestus barbouri
- Cnemaspis barbouri
- Epicrates cenchria barbouri
- Graptemys barbouri
- Masticophis barbouri
- Mixcoatlus barbouri
- Phelsuma barbouri
- Plestiodon barbouri
- Pseudogonatodes barbouri
- Rhabdophis barbouri
- Scincella barbouri
- Sistrurus miliarius barbouri
- Trimetopon barbouri

## Source
- Kraig Adler (1989). Contributions to the History of Herpetology, Society for the study of amphibians and reptiles : 202 p.  (ISBN 0-916984-19-2)